# 111-94 (серія будинків)

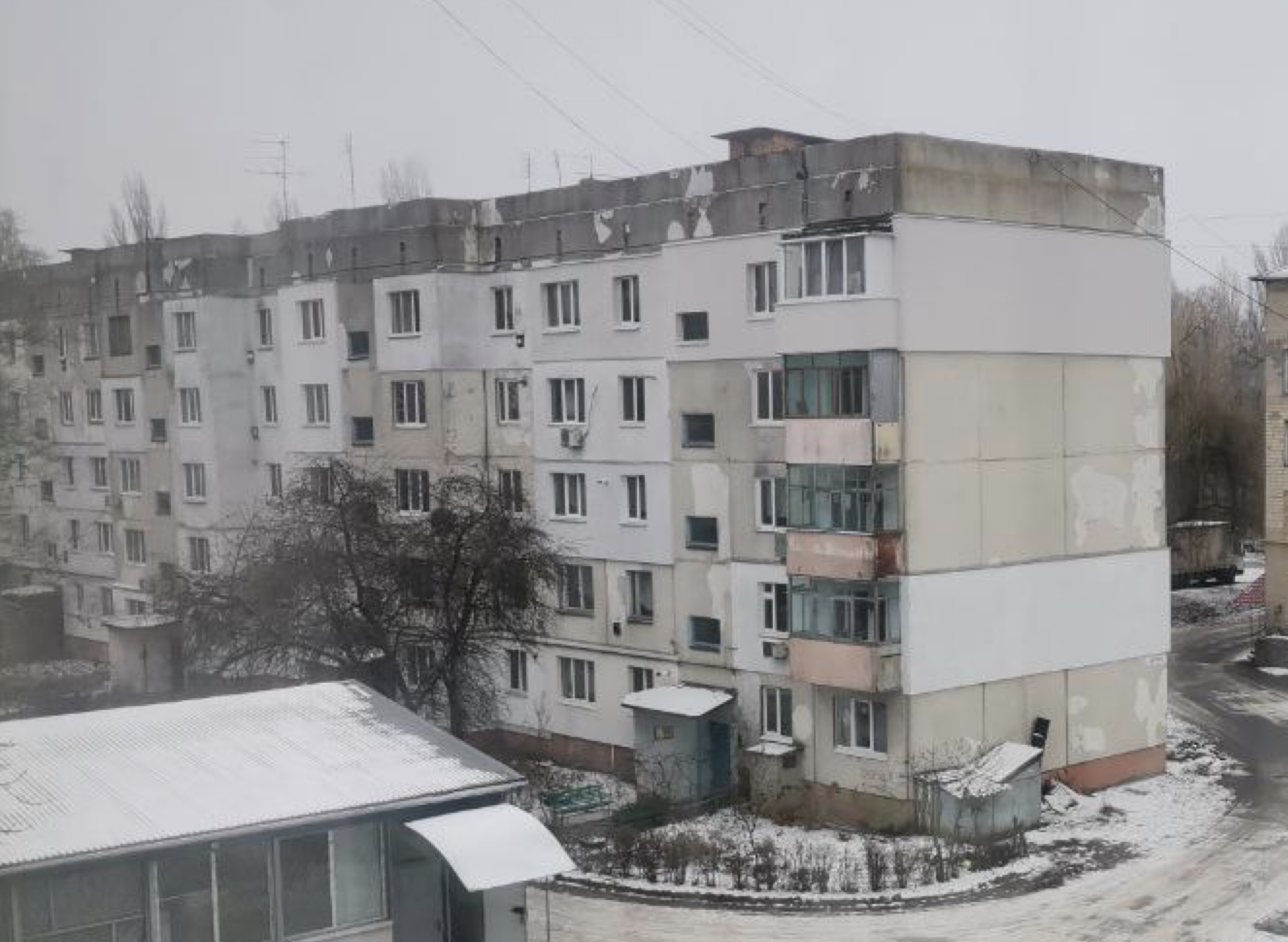
Пʼятиповерховий будинок 94 серії. Селище Дослідницьке, Київщина

111-94  (94 Серія)— серія великопанельних житлових будинків для будівництва в містах та селищах України. Призначалися для будівництва в північних, центральних та південних районах України зі звичайними ґрунтовими умовами будівництва, а також з просадковими грунтами. 
Серія розроблена Укрміськбудпроєктом (м. Харків) у 1970х роках. Архітектори І. Коган, І. Загранична, Н. Ісмаєва, Д. Морозов, Л. Писаренко, інженери Б. Шнейдер, Є. Долгін, Е. Токарева.
Домобудівними комбінатами будувалися з 1976 по 1990і роки 9-поверхові — в Одесі, Полтаві, Чернігові, Луцьку, Харкові, Сімферополі, Херсоні,  Миколаєві, Рівному, Кривому Розі; Варіянт АПВС-94 — в Чернігові (ЧН-94), Житомирі (ЖТ-94), Хмельницькому (ХН-94), Івано-Франківську (ІФ-94),  Кривому Розі (КР-94); Білій Церкві (варіянт 94Б, розроблений місцевою філією інституту УкрНДІПроЦивільСільБуд до кінця 2015)
;
5-поверхові — в Борисполі, Лозовій, Красноперекопську, Кривому Розі; Варіянт 94БАМ  — в Куп'янську; Сумах, Кременчуці. 
Два 5-поверхових будинків серії 94 було збудовано в Бортничах у 1986 р. до його входу до складу Києва у 1988 р.                                                         Пізніше там було збудовано ще два будинки у 1993 р. 
Декілька 9-поверхових будинків серії 94Б було збудовано і в Києві на масивах Микільська Борщагівка, Виноградар і Мостицький а також біля Протасів Яру.
Загалом у Києві налічується 12 будинків 94 серії. Чотири п'ятиповерхових та вісім дев'ятиповерхових будинків.

## Опис
Зовнішні стіни з одношарових легких бетонних панелей товщиною 30 і 35 см. Внутрішні стіни з пласких залізобетонних панель товщиною 12, 14 та 16 см, поперечні – несучі з кроком 3,3 і 2,7 м. Прогони 5,7 м. Перегородки цегляні і гіпсоблочні.
Матеріал перекриття із пласких залізобетонних панелей товщиною 10 або 16 см розміром на кімнату з опиранням по контуру.
Фасада пофарбована.
Покрівля пласка.
Висота поверху 2,8 м.
В під'їзді 9-поверхових будинків один пасажирський ліфт, а також сміттєпровід на міжповерховому майданчику.
Малоповерхові будинки: двоповерхові та чотирьохповерхові будинки (для містечок та сільської місцевості) та п'ятиповерхові будинки (для міст та містечок), зазвичай зустрічаються в Харківській, Полтавській та Київській областях. В двоповерхових та в чотириповерхових будинках сміттєпровід відсутній.
9-поверхові будинки: Вироблялися на різних ДБК України. В 1990х роках почали з'являтися 10-поверхові будинки.

Найдовше 94 серію виробляв Білоцерківський ДБК, що будував будинки в Київській області. Один будинок був збудований у Житомирі. В 1990х роках Білоцерківський ДБК припинив будувати будинки на лівобережжі Київської області. Також у 1990х роках значно покращився дизайн будинків, який став більш різноманітним ніж у 1980ті за рахунок декоративних елементів, більшого кольорового оформлення, різноманітної поверховості 6-10 поверхів з можливостями будівництва ступінчатих будинків, додаткових балконів та лоджій. З середини 1990х Білоцерківський ДБК почав будувати будинки з покращеним плануванням квартир, які отримали досить широке розповсюдження у Вишневому, де будинків цього варіанту було збудовано більше ніж у самій Білій Церкві. Загалом покращенний варіант серії 94-Б можна зустріти у Білій Церкві, Боярці, Вишневому, Тарасівці та Фастові. Останній будинок серії 94-Б та й усієї 94 серії був побудований у Вишневому по вул. Європейська, 34Б, 2 черга, у кінці 2015 році.

## Галерея

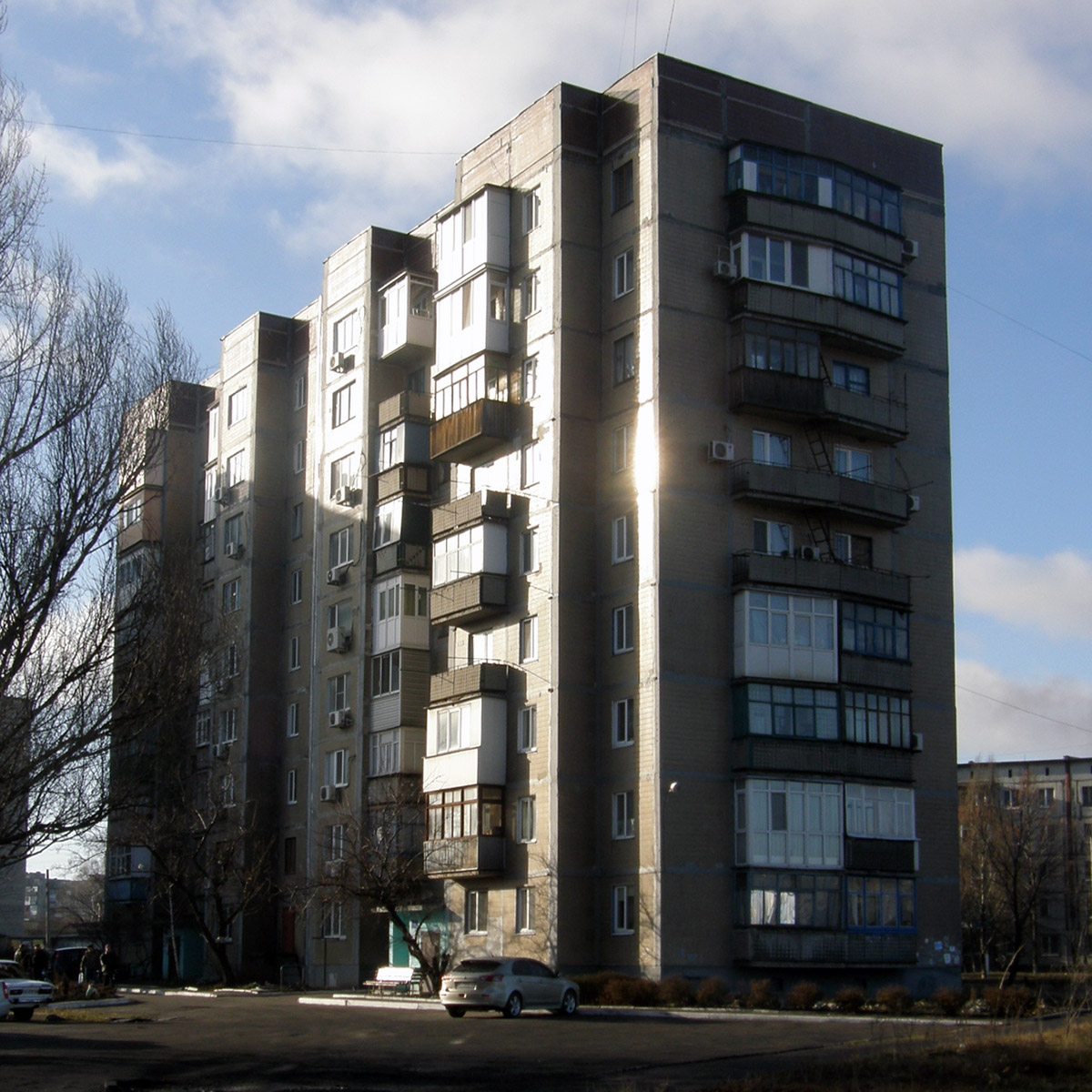
Добропілля, просп. Перемоги, 10
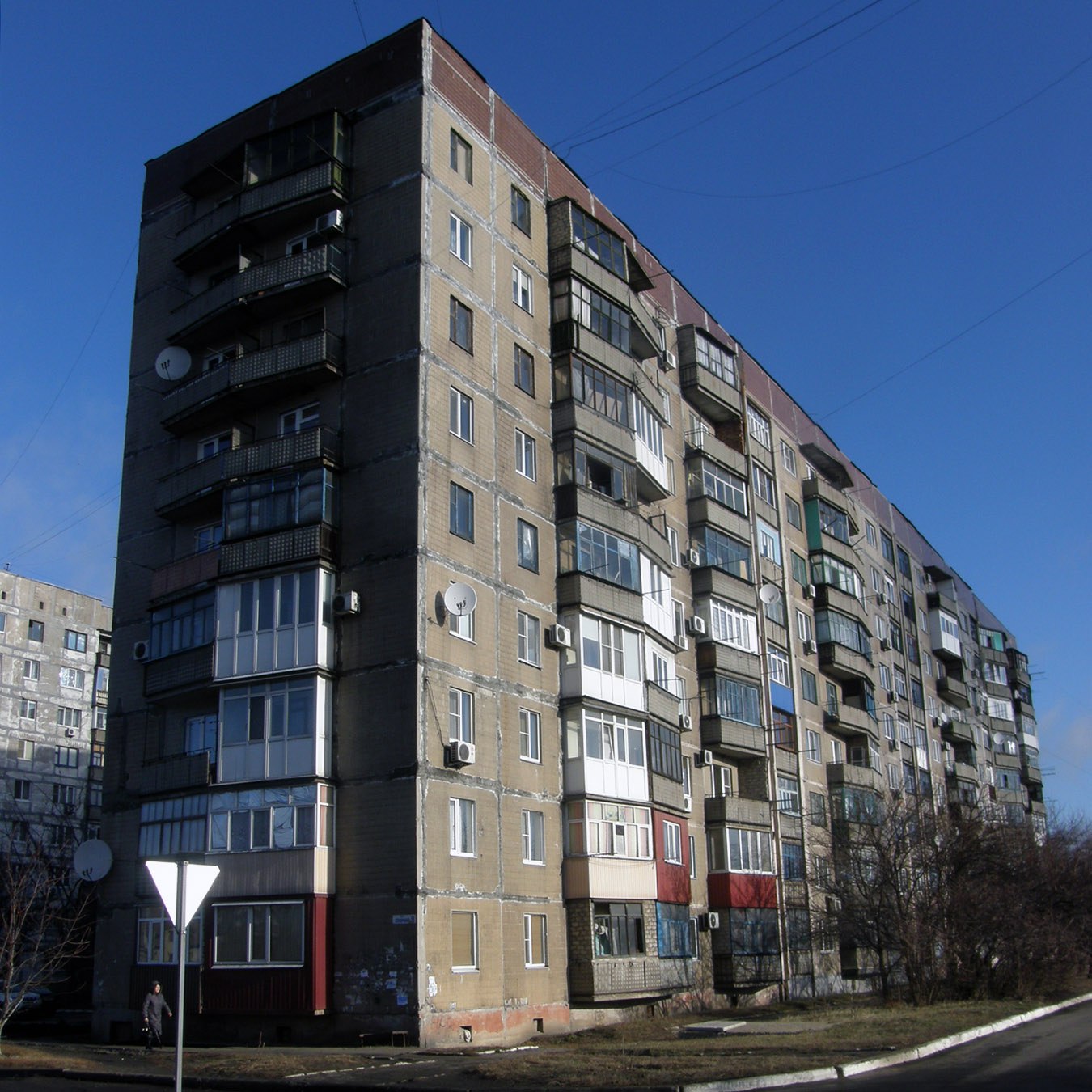
Добропілля, мікрорайон Сонячний, 8балконів
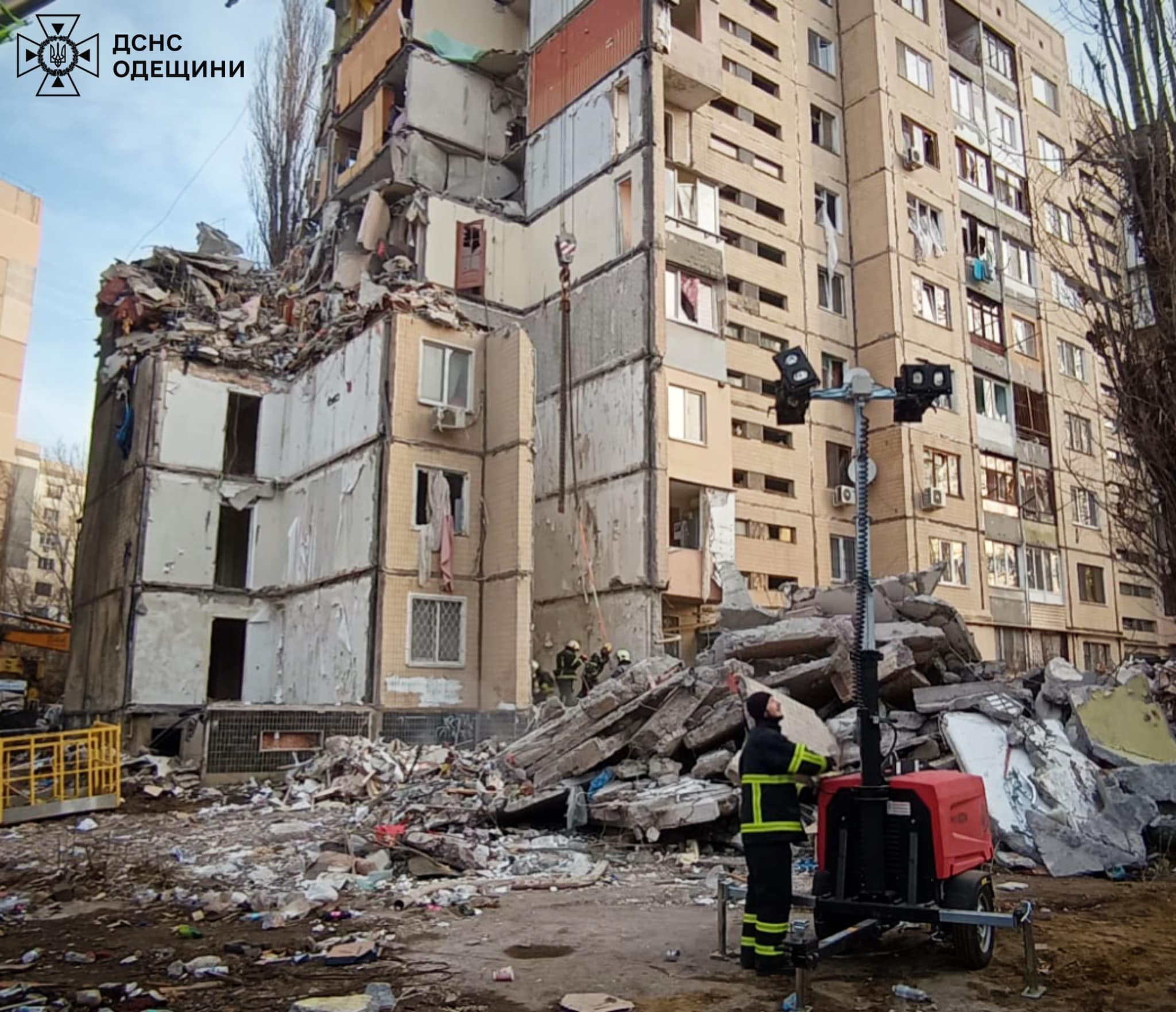
Одеса, Поскот, зруйнований росіянами
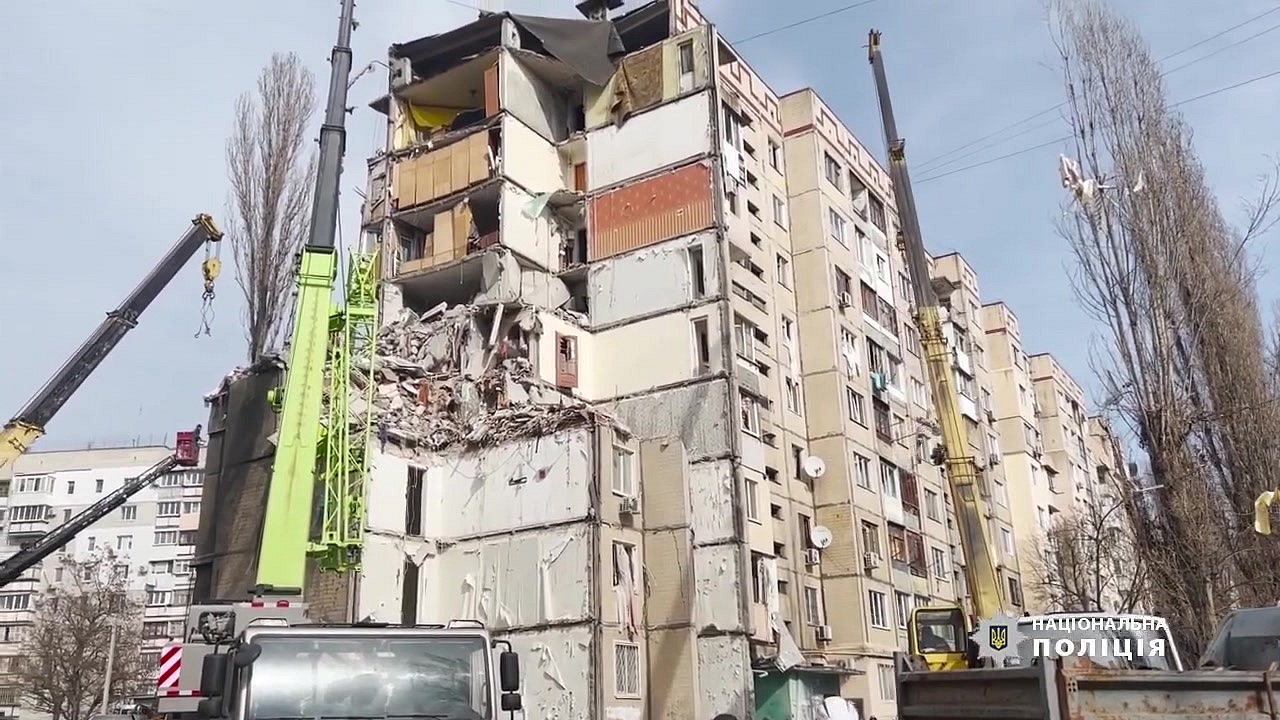
Одеса, Поскот, зруйнований росіянами

## Список типових проєктів серії (без урахування замін проєктів)

### Регіональні проєкти
- 111-94-1 — П'ятиповерховий шестисекційний великопанельний житловий будинок на 80 квартир (Рядові секції 1Б-2Б-3Б, 2Б-2Б-2Б; Торцьові секції 3Б-4Б)
- 111-94-2 —  Дев'ятиповерховий чотирисекційний великопанельний будинок на 144 квартири (Рядові секції 1Б-2Б-3А-3Б; Торцьові секції 1Б-2Б-3А-5Б)
- 111-94-3 — П'ятиповерховий 8-секційний будинок на 120 квартир (Рядові секції 2Б-3А-3Б; Торцьові секції 1Б-2Б-3А)
- 94-04 — Блок-секція 5-поверхова 15-квартирна рядова ліва 1Б-2Б-3Б
- 94-05 — Блок-секція 5-поверхова 15-квартирна рядова права 1Б-2Б-3Б
- 94-06 — Блок-секція 5-поверхова 15-квартирна рядова ліва 2Б-2Б-2Б
- 94-041 — Блок-секція 5-поверхова 15-квартирна рядова права 2Б-2Б-2Б
- 94-07 — Блок-секція 5-поверхова 15-квартирна рядова ліва 2Б-3А-3Б
- 94-08 — Блок-секція 5-поверхова 15-квартирна рядова права 2Б-3А-3Б
- 94-010 — Блок-секція 5-поверхова 15-квартирна торцьова ліва 1Б-2Б-3А
- 94-011 — Блок-секція 5-поверхова 15-квартирна торцьова права 1Б-2Б-3А
- 94-016 — Блок-секція 5-поверхова 10-квартирна рядова та торцьова ліва 3Б-4Б
- 94-018 — Блок-секція 5-поверхова 10-квартирна рядова та торцьова права 3Б-4Б
- 94-017 — Блок-секція 9-поверхова 36-квартирна рядова ліва 1Б-2Б-3А-3Б
- 94-024 — Блок-секція 9-поверхова 36-квартирна рядова права 1Б-2Б-3А-3Б
- 94-020 — Блок-секція 9-поверхова 36-квартирна торцьова ліва 1Б-2Б-3А-5Б
- 94-039 — Блок-секція 9-поверхова 36-квартирна торцьова права 1Б-2Б-3А-5Б
- 94-025 — Блок-секція 9-поверхова 36-квартирна рядова 1Б-2Б-3А-3А

- 94-026 — Блок-секція 9-поверхова 36-квартирна торцьова ліва 2Б-2Б-2Б-3Б

- 94-027 — Блок-секція 9-поверхова 36-квартирна торцьова права 2Б-2Б-2Б-3Б

- 111-94-43 — Дев'ятиповерховий чотирисекційний великопанельний будинок на 144 квартири (Рядові секції 1Б-2Б-3А-3Б; Торцьові секції 2Б-2Б-2Б-3Б)

- 111-94-44 — Дев'ятиповерховий чотирисекційний великопанельний будинок на 128 квартири із вбудовано-прибудованим магазином (Рядові та торцьові секції 1Б-2Б-3А-3Б)

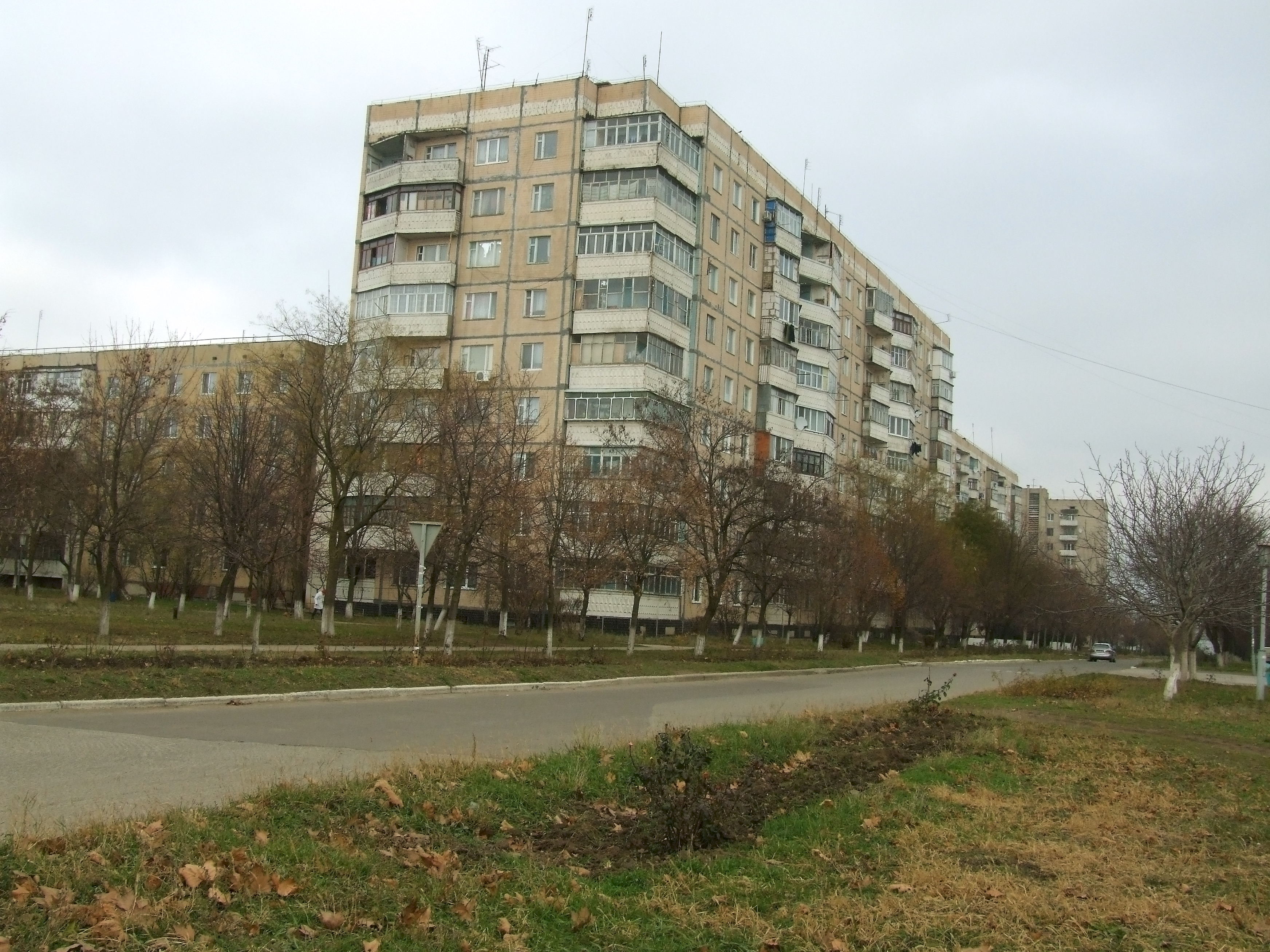
Теплодар, вул. Піонерна, 2 — 94-045

- 94-045 — Блок-секція 9-поверхова 36-квартирна кутова ліва 2Б-3А-3Б-3Б[5]

- 94-046 — Блок-секція 9-поверхова 36-квартирна кутова права 2Б-3А-3Б-3Б

- 94-047 — Блок-секція 9-поверхова 36-квартирна поворотна ліва 1Б-2Б-3А-4Б, поворот у бік двору
- 94-048 — Блок-секція 9-поверхова 36-квартирна поворотна права 1Б-2Б-3А-4Б, поворот у бік двору
- 94-049 — Блок-секція 5-поверхова 20-квартирна кутова ліва 1А-3Б-3Б-3Б
- 94-050 — Блок-секція 5-поверхова 20-квартирна кутова права 1А-3Б-3Б-3Б
- 94-051 — Блок-секція 9-поверхова 36-квартирна поворотна ліва 1Б-2Б-3А-4Б, поворот у бік вулиці
- 94-052 —  Блок-секція 9-поверхова 36-квартирна поворотна права 1Б-2Б-3А-4Б, поворот у бік вулиці
- 111-94-53 — П'ятиповерховий чотирисекційний великопанельний будинок на 48 квартири із вбудовано-прибудованим магазином (Рядові та торцьові секції 2Б-3А-3Б)
- 94-054 — Блок-секція 9-поверхова для малосімейних на 81 квартиру, ліва 1А-1А-1А-1Б-1Б-1Б-1Б-1Б-1Б
- 94-055 — Блок-секція 9-поверхова для малосімейних на 81 квартиру, права  1А-1А-1А-1Б-1Б-1Б-1Б-1Б-1Б
- 161-54-56 — Дев'ятиповерховий гуртожиток на 510, 835, 1020, та 1224 місць
- 94-057 — Блок-секція 9-поверхова для малосімейних на 90 квартиру, рядова та торцьова 1А-1А-1А-1А-1Б-1Б-1Б-1Б-1Б-2Б.
- 94-060/1 — Блок-секція 16-поверхова 95-квартирна 2Б-2Б-3Б-3Б-3Б-3Б
- 94-061/1 — Блок-секція 12-поверхова 71-квартирна 2Б-2Б-3Б-3Б-3Б-3Б
- 111-94-62/1 — Будинок 2-поверховий 2-секційний 16-квартирний великопанельний (Торцьові секції 1Б-1Б-1Б-2Б)
- 111-94-63/1 — Будинок 2-поверховий 3-секційний 18-квартирний великопанельний (Рядові та торцьові секції 1Б-2Б-3Б)
- 94-064/1 — Блок-секція 4-поверхова 8-квартирна рядова з торцьовими закінченнями 3А-4А
- 94-065/1 — Блок-секція 4-поверхова 12-квартирна рядова ліва з торцьовими закінченнями 1Б-2Б-3Б
- 94-066/1 — Блок-секція 4-поверхова 16-квартирна торцьова ліва 1Б-1Б-1Б-2Б
- 94-067/1 — Блок-секція 4-поверхова 16-квартирна торцьова права 1Б-1Б-1Б-2Б
- 94-068/1 — Блок-секція 4-поверхова 12-квартирна рядова права з торцьовими закінченнями 1Б-2Б-3Б
- 111-94-69/1 — Будинок 2-поверховий 2-секційний 12-квартирний великопанельний (Торцьові секції 1Б-2Б-3Б)
- 111-94-70/1 — Будинок 2-поверховий 3-секційний 16-квартирний великопанельний (Рядова секції 3А-4А; Торцьові секції 1Б-2Б-3Б)
- 94-071/1 — Блок-секція 4-поверхова 12-квартирна рядова ліва з торцьовими закінченнями 2Б-3А-3Б
- 94-072/1 — Блок-секція 4-поверхова 12-квартирна рядова права з торцьовими закінченнями 2Б-3А-3Б
- 94-073/1 — Блок-секція 16-поверхова 95-квартирна рядова з торцьовими закінченнями 2Б-2Б-3Б-3Б-3Б-3Б
- 94-074/1 — Блок-секція 12-поверхова 71-квартирна рядова з торцьовими закінченнями 2Б-2Б-3Б-3Б-3Б-3Б
- 111-94-75/1 — Будинок 2-поверховий 2-секційний 12-квартирний великопанельний (Торцьові секції 2Б-3А-3Б)
- 111-94-76/1 — Будинок 2-поверховий 3-секційний 16-квартирний великопанельний (Рядова секції 3А-4Б; Торцьові секції 1Б-2Б-3А)
- 111-94-77/1 — Будинок 2-поверховий 3-секційний 18-квартирний великопанельний (Рядові та торцьові секції 1Б-2Б-3Б)
- 94-078/1 — Блок-секція 4-поверхова 12-квартирна торцьова ліва 1Б-2Б-3А
- 94-079/1 — Блок-секція 4-поверхова 12-квартирна торцьова права 1Б-2Б-3А
- 94-080/1 — Блок-секція 4-поверхова 8-квартирна рядова 3А-4Б
- 181-94-85/1 — Будинок одноповерховий одноквартирний 3-кімнатний
- 181-94-86/1 — Будинок одноповерховий одноквартирний 4-кімнатний
- 94-087/1.2 — Блок-секція 9-поверхова 32-квартирна торцьова ліва із вбудованими підприємствами обслуговування населення 2Б-2Б-2Б-3Б
- 94-088/1.2 — Блок-секція 9-поверхова 32-квартирна торцьова права із вбудованими підприємствами обслуговування населення 2Б-2Б-2Б-3Б
- 94-089/1.2 — Блок-секція 9-поверхова 32-квартирна рядова ліва із вбудованими підприємствами обслуговування населення 1Б-2Б-3А-3Б
- 94-090/1.2 — Блок-секція 9-поверхова 32-квартирна рядова права із вбудованими підприємствами обслуговування населення 1Б-2Б-3А-3Б
- 94-091/1.2 —  Блок-секція 4-поверхова 24-квартирна кутова 2Б-2Б-3А-3Б-3Б-4А (подвійна секція)
- 181-94-92/1.2 — Будинок одноповерховий одноквартирний 2-кімнати
- 191-94-93/1.2 — Господарські прибудови
- 94-094/1.2 — Блок-секція 4-поверхова 28-квартирна для малосімейних 1Б-1Б-1Б-1Б-1Б-1Б-2Б
- 151-94-95.83 — Будинок 2-поверховий 16-квартирний для малосімейних 1Б-1Б-1Б-1Б-1Б-1Б-1Б-2Б
- 161-94-96.83 — Гуртожиток 2-поверховий на 95 місць для робітників та службовців
- 161-94-97.83 — Гуртожиток 4-поверховий на 196 місць для робітників та службовців
- 181-94-110.84 — Будинок одноповерховий одноквартирний 3-х кімнатний
- 181-94-111.84 — Будинок одноповерховий одноквартирний 4-х кімнатний
- 181-94-112.84 — Будинок одноповерховий одноквартирний 3-х кімнатний
- 181-94-113.84 — Будинок одноповерховий одноквартирний 4кімнатний
- 181-94-114.84 — Будинок мансардний одноквартирний 4-кімнатний (для індивідуальних забудовників)
- 111-94-123.85 — П'ятиповерховий трьохсекційний будинок на 40 квартир (Рядова секції 3А-4А; Торцьові секції 1Б-2Б-3Б)
- 111-94-124.87 — Будинок 9-поверховий 4-секційний 128 квартирний із вбудовано-прибудованим магазином (Рядові та торцьові секції 1Б-2Б-3А-3Б)
- 94-0177.13.89 —  Блок-секція 4-поверхова  16-квартирна торцьова, права 1-1-1-2
- 111-94-178.13.89 — Будинок 4-поверховий 1-секційний 16-квартирний
- 111-94-179.13.89 — Будинок 2-поверховий 2-секційний 8-квартирний
- 111-94-180.13.89 — Будинок 2-поверховий 2-секційний 8-квартирний
- 111-94-181.13.89 — Будинок 2-поверховий 2-секційний 12-квартирний
- 151-94-182.13.89 — Будинок 4-поверховий 4-секційний 48 квартирний для малосімейних

### Проєкти для південних районів України (УРСР)
94-058/1 — Блок-секція 9-поверхова 36-квартирна рядова ліва з торцьовими закінченнями для південних районів УРСР, 2Б-2Б-3А-3Б 
94-059/1 — Блок-секція 9-поверхова 36-квартирна рядова права з торцьовими закінченнями для південних районів УРСР, 2Б-2Б-3А-3Б.      

### Проєкти для будівництва в Волинській та Харківській областях
94-081/1 — Блок-секція 9-поверхова 36-квартирна рядова ліва з торцьовими закінченнями1Б-2Б-3А-3Б (для будівництва у Волинській та Харківській областях Української РСР)          
94-082/1 — Блок-секція 9-поверхова 36-квартирна рядова права з торцьовими закінченнями 1Б-2Б-3А-3Б (для будівництва у Волинській та Харківській областях Української РСР)                    
94-083/1 — Блок-секція 9-поверхова 36-квартирна торцьова ліва 2Б-2Б-2б-3Б (для будівництва у Волинській та Харківській областях Української РСР) 
94-084/1 — Блок-секція 9-поверхова 36-квартирна торцьова права 2Б-2Б-2б-3Б (для будівництва у Волинській та Харківській областях Української РСР)

### 94-Б
Проєкти для Білоцерківського ДБК для будівництва в Київській області.
- 94-098.83 — Блок-секція 9-поверхова 36-квартирна рядова 3Б-3Б-2Б-1Б  для будівництва в Київській області
- 94-099.83 — Блок-секція 9-поверхова 36-квартирна кутова ліва 3Б-2Б-2Б-1Б  для будівництва в Київській області
- 94-0100.83 — Блок-секція 9-поверхова 36-квартирна кутова права 2Б-3Б-2Б-1Б  для будівництва в Київській області
- 94-0101.83 — Блок-секція 9-поверхова 36-квартирна кутова права 3Б-3Б-2Б-1Б  для будівництва в Київській області
- 94-0102.83 — Блок-секція 9-поверхова 36-квартирна торцьова ліва 2Б-3Б-2Б-2Б  для будівництва в Київській області
- 94-0103.83 — Блок-секція 9-поверхова 36-квартирна кутова права 3Б-2Б-2Б-2Б  для будівництва в Київській області
- 94-0104.83 — Блок-секція 9-поверхова 36-квартирна кутова ліва 3Б-3Б-1Б-2Б  для будівництва в Київській області
- 94-0105.83 — Блок-секція 9-поверхова 36-квартирна поворотна ліва зворотня 3Б-4Б-2Б-1Б  для будівництва в Київській області
- 94-0106.83 — Блок-секція 9-поверхова 36-квартирна поворотна ліва 4Б-3Б-2Б-1Б  для будівництва в Київській області
- 94-0107.83 — Блок-секція 9-поверхова 36-квартирна поворотна права 4Б-3Б-2Б-1Б  для будівництва в Київській області
- 94-0108.83 — Блок-секція 9-поверхова 36-квартирна поворотна права зворотня 4Б-3Б-2Б-1Б  для будівництва в Київській області
- 94-0109.83 — Блок-секція 9-поверхова 117-квартирна для малосімейних 1Б-1А-2Б  для будівництва в Київській області                          *13 квартир на поверсі

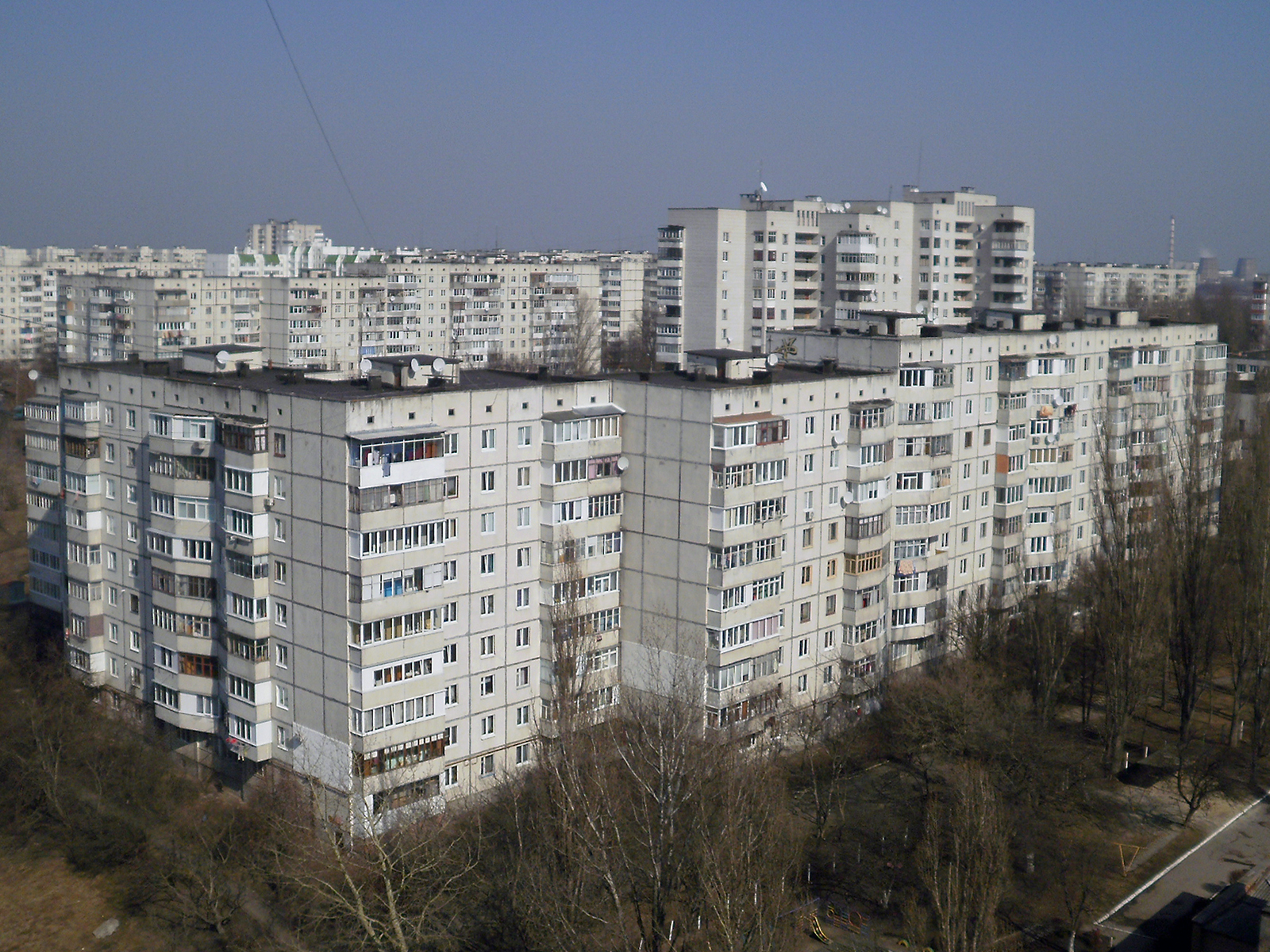
Біла Церква, бульвар Княгині Ольги, 15
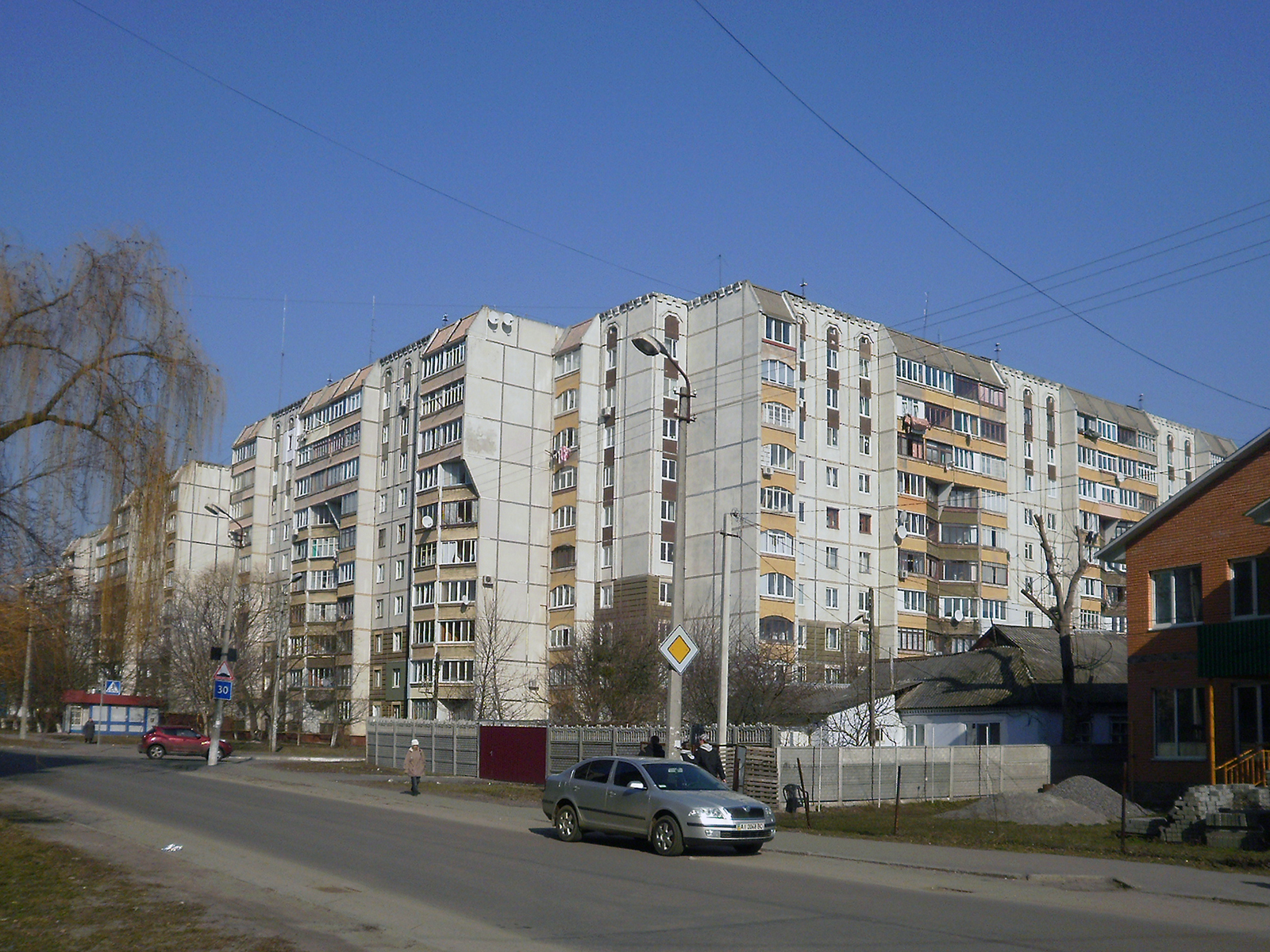
Біла Церква, вул. Василя Стуса, 3 і 5
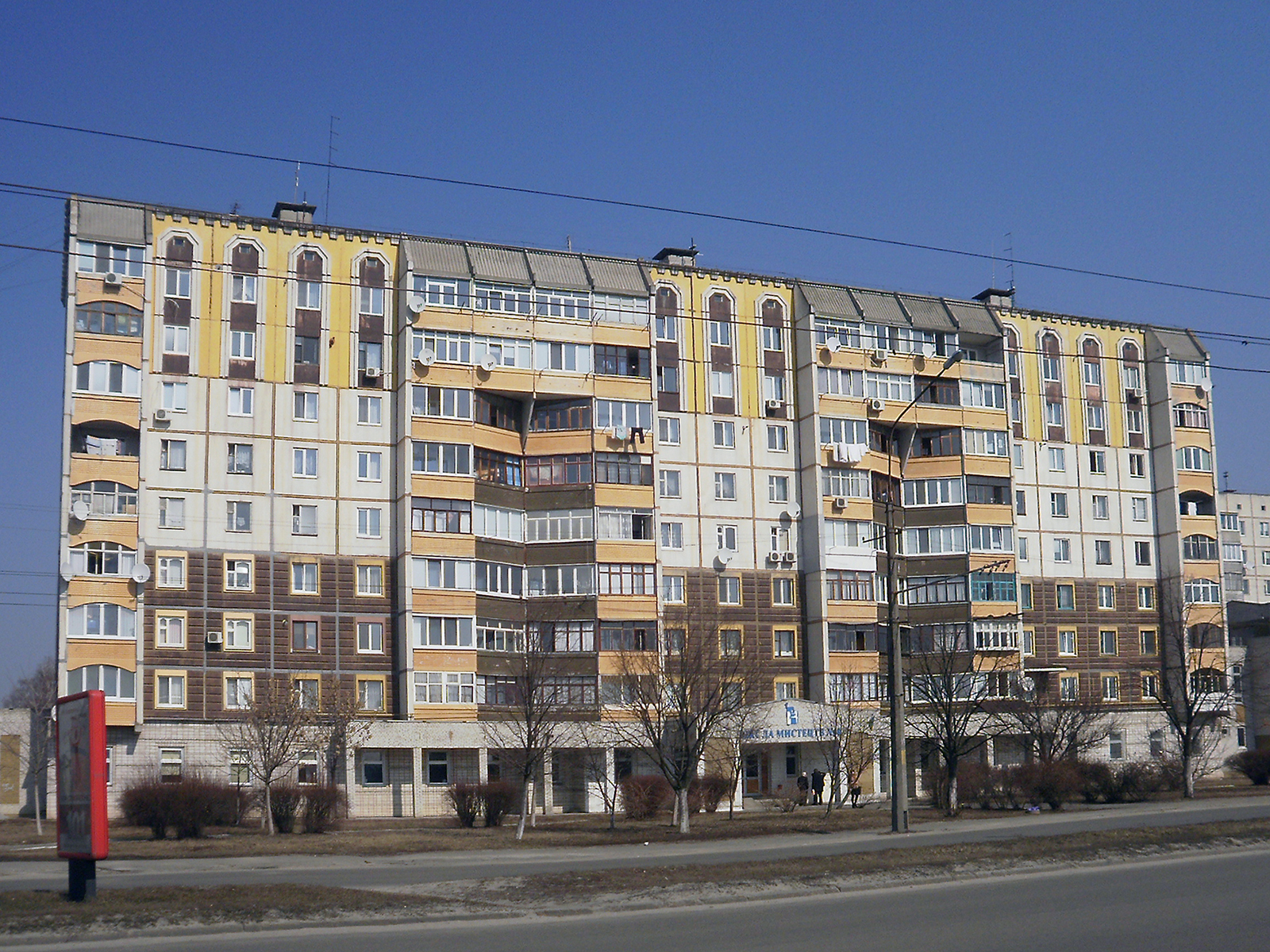
Біла Церква, просп. Князя Володимира, 3
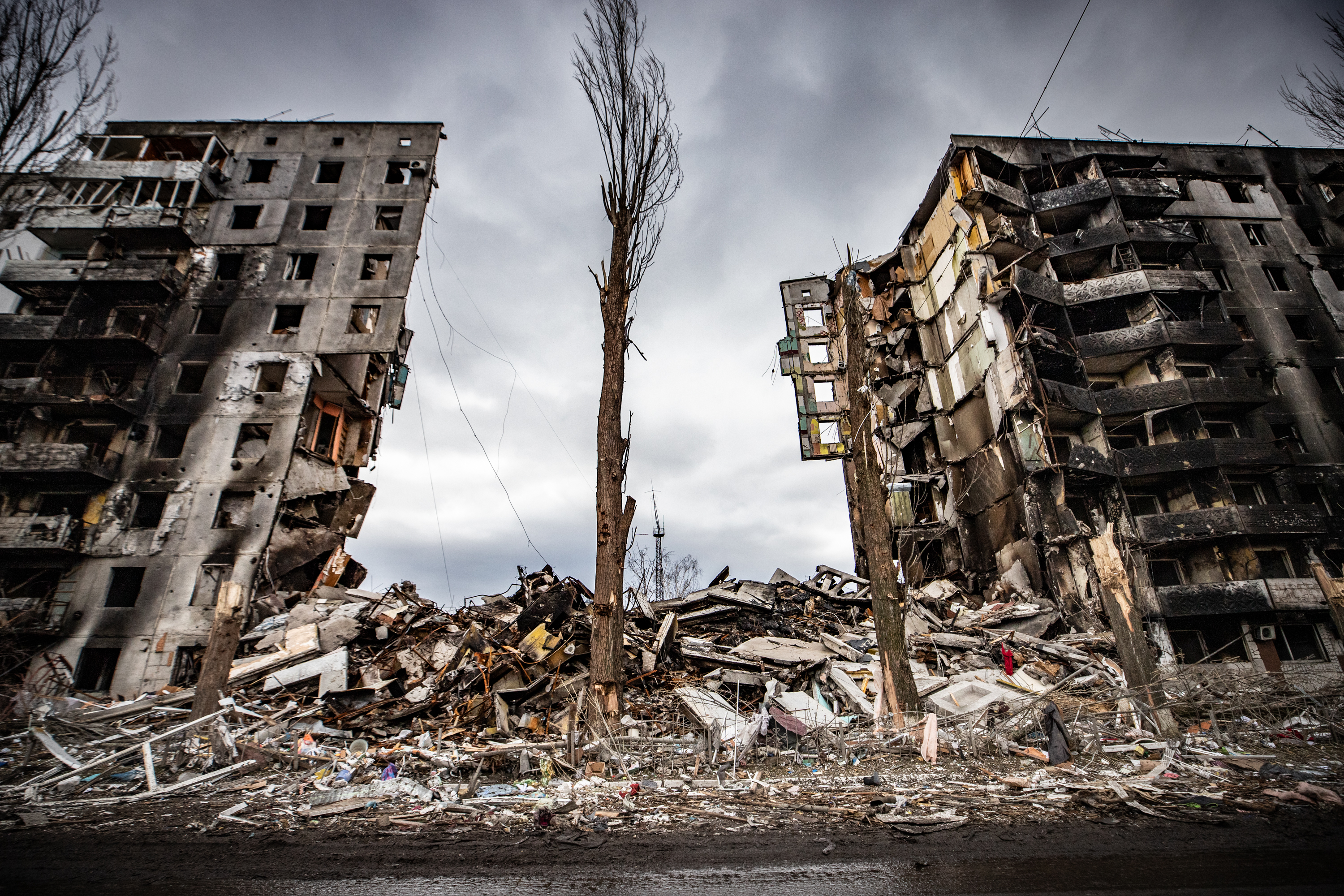
зруйнований росіянами будинок серії 94-Б у Бородянці
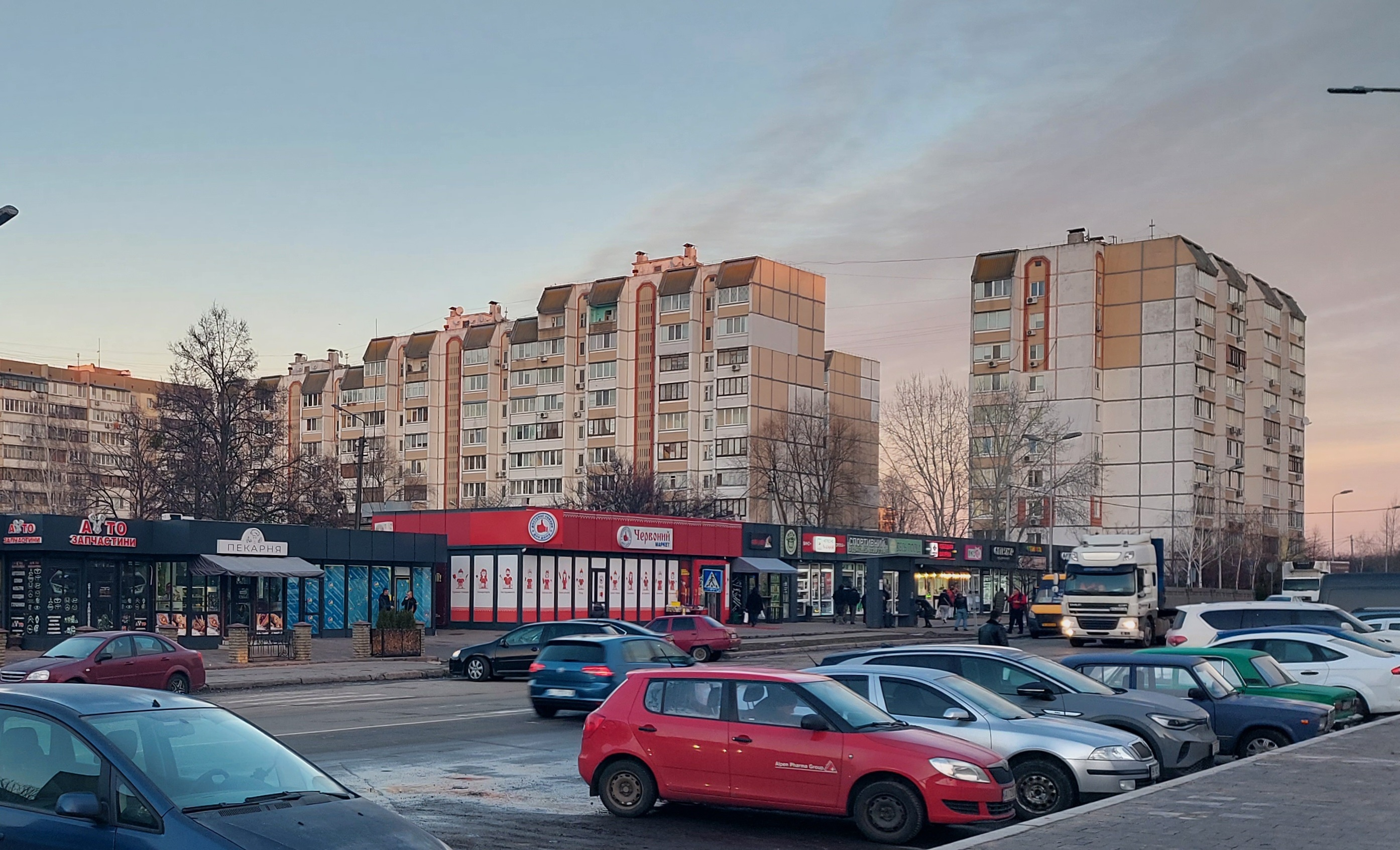
Вишневе, вул. Європейська, 47, 49, 51 — 2004 р.
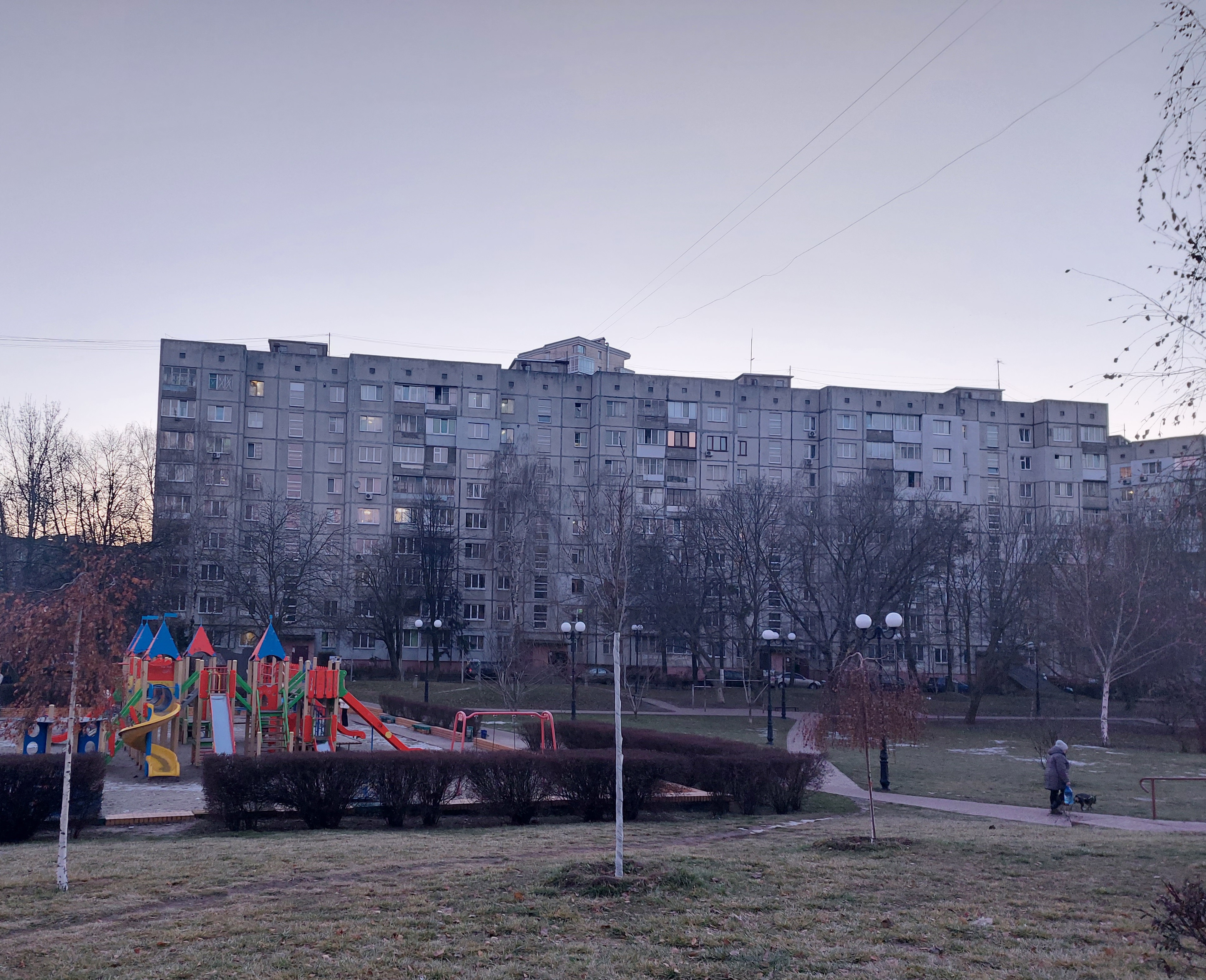
Вишневе, вул. Європейська, 37
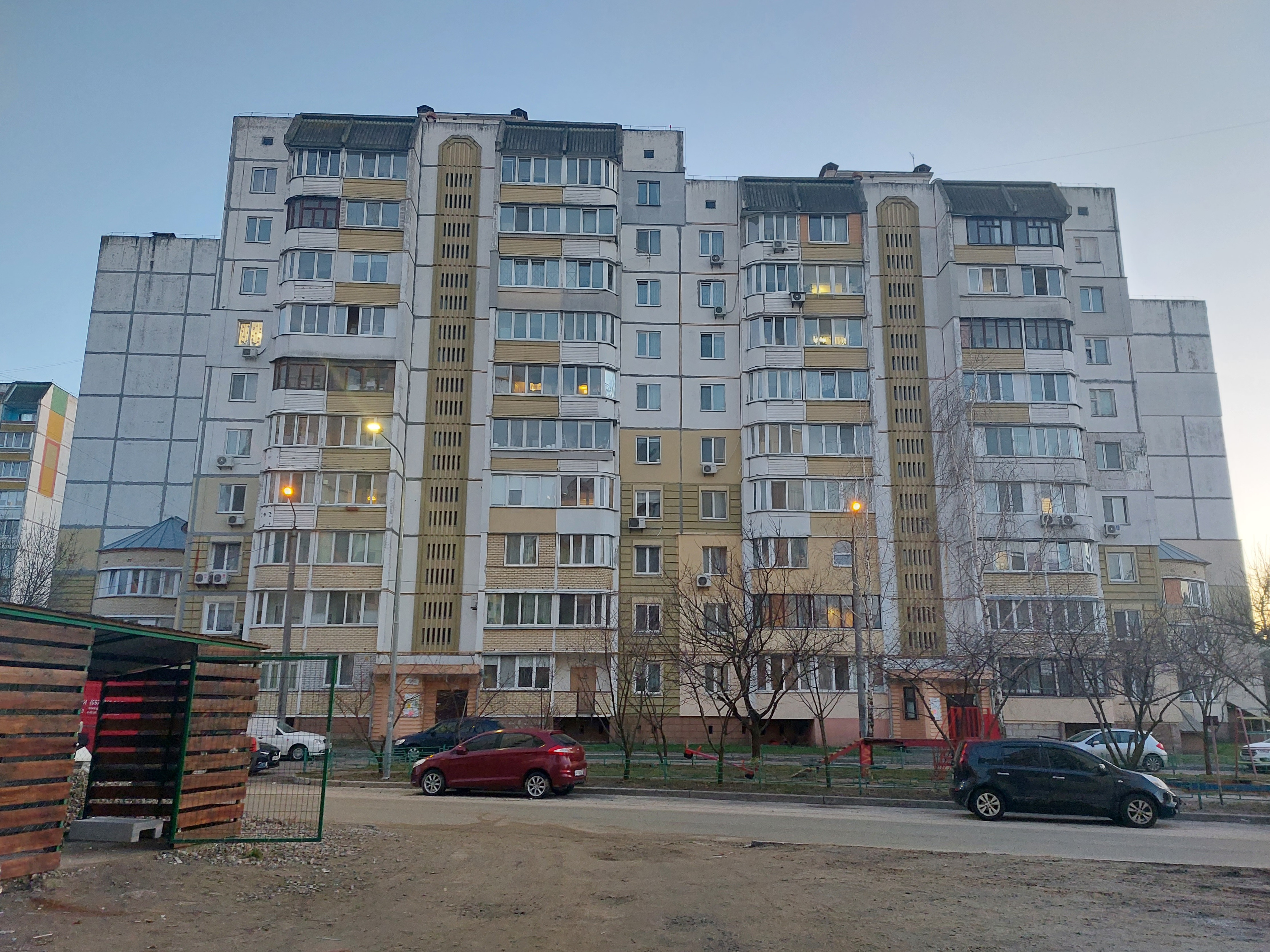
Вишневе, вул. Машинобудівників, 15Б
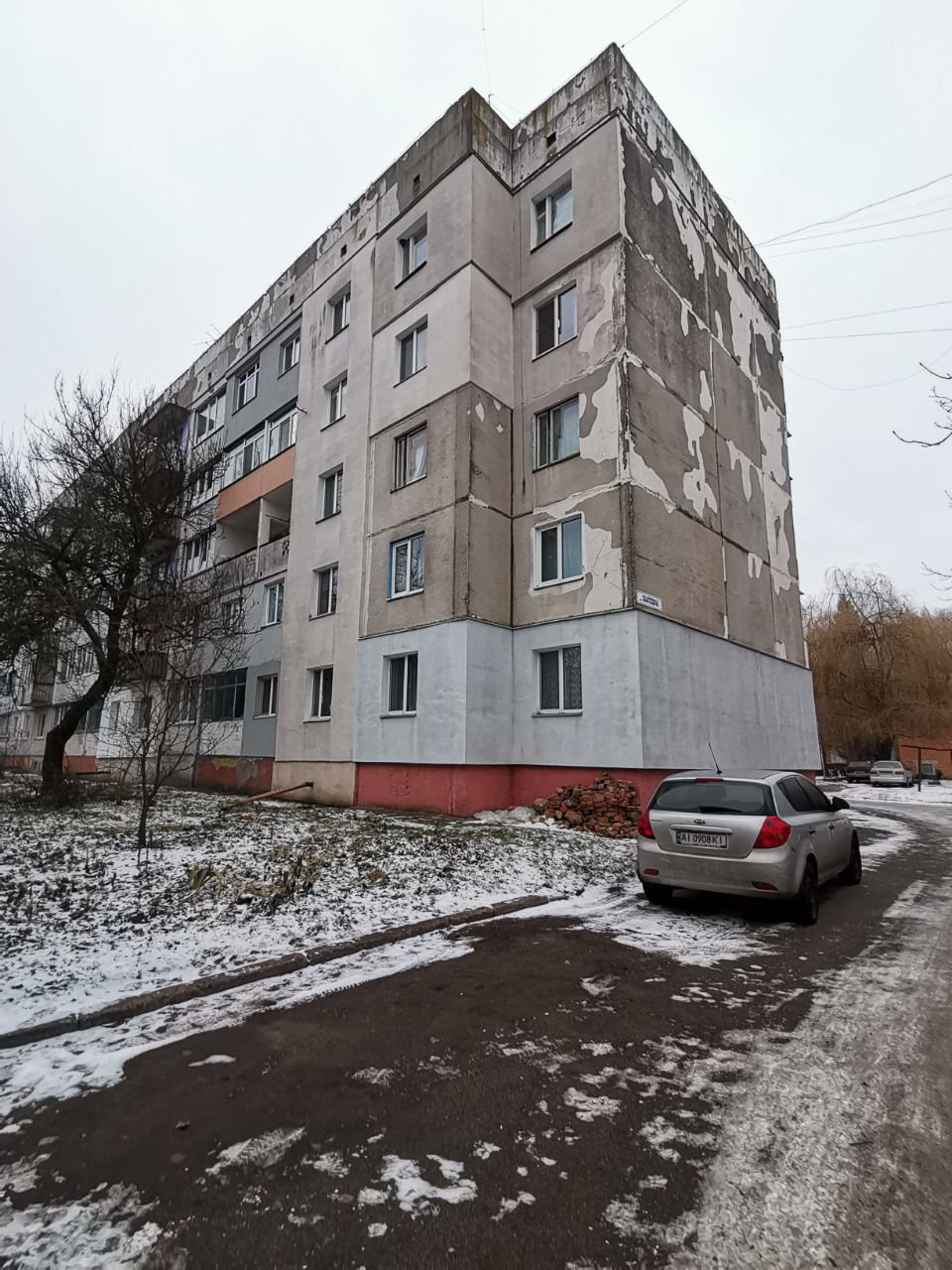
Дослідницьке — пʼятиповерховий будинок
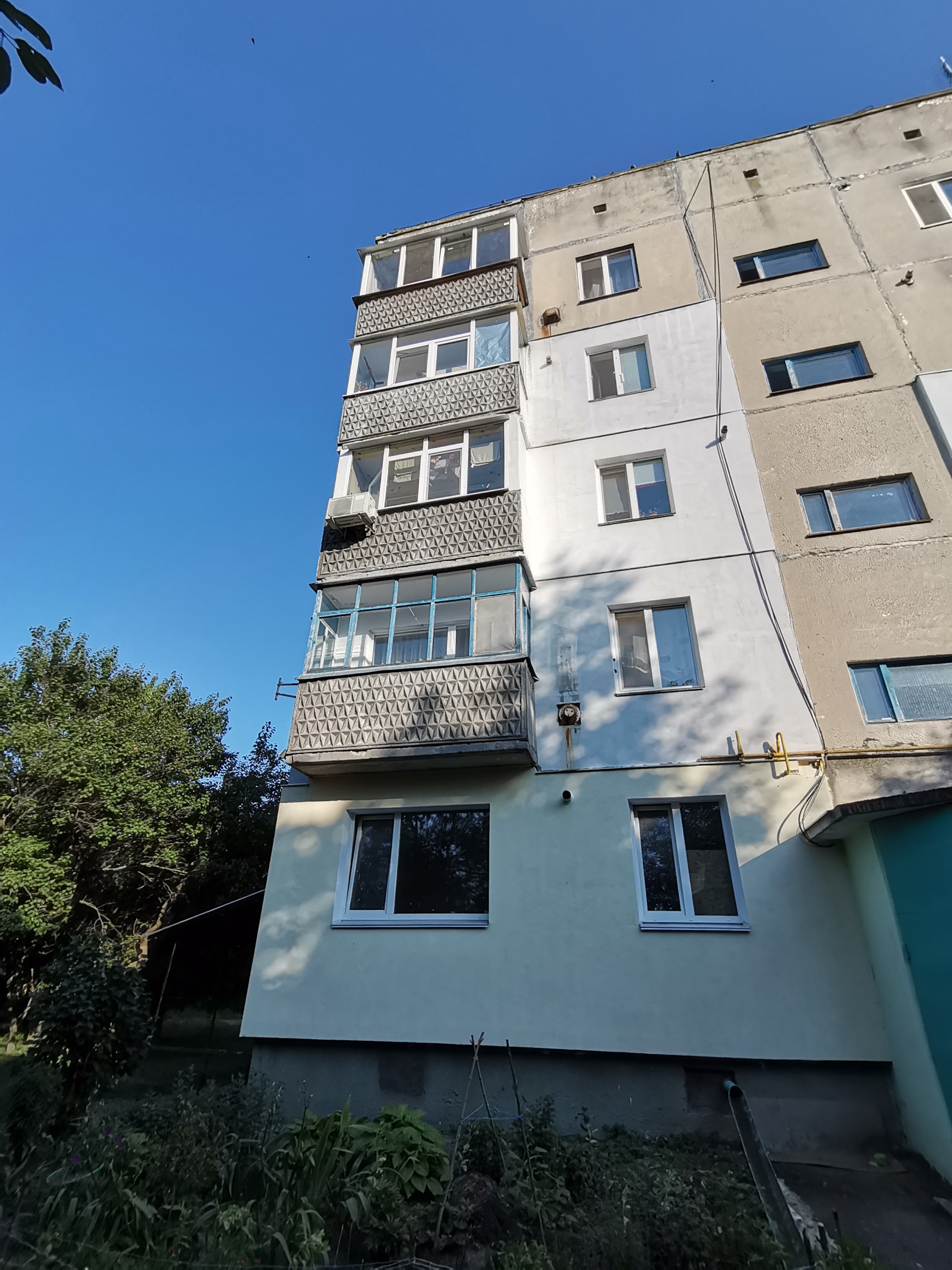
Дослідницьке — пʼятиповерховий будинок, декор лоджій
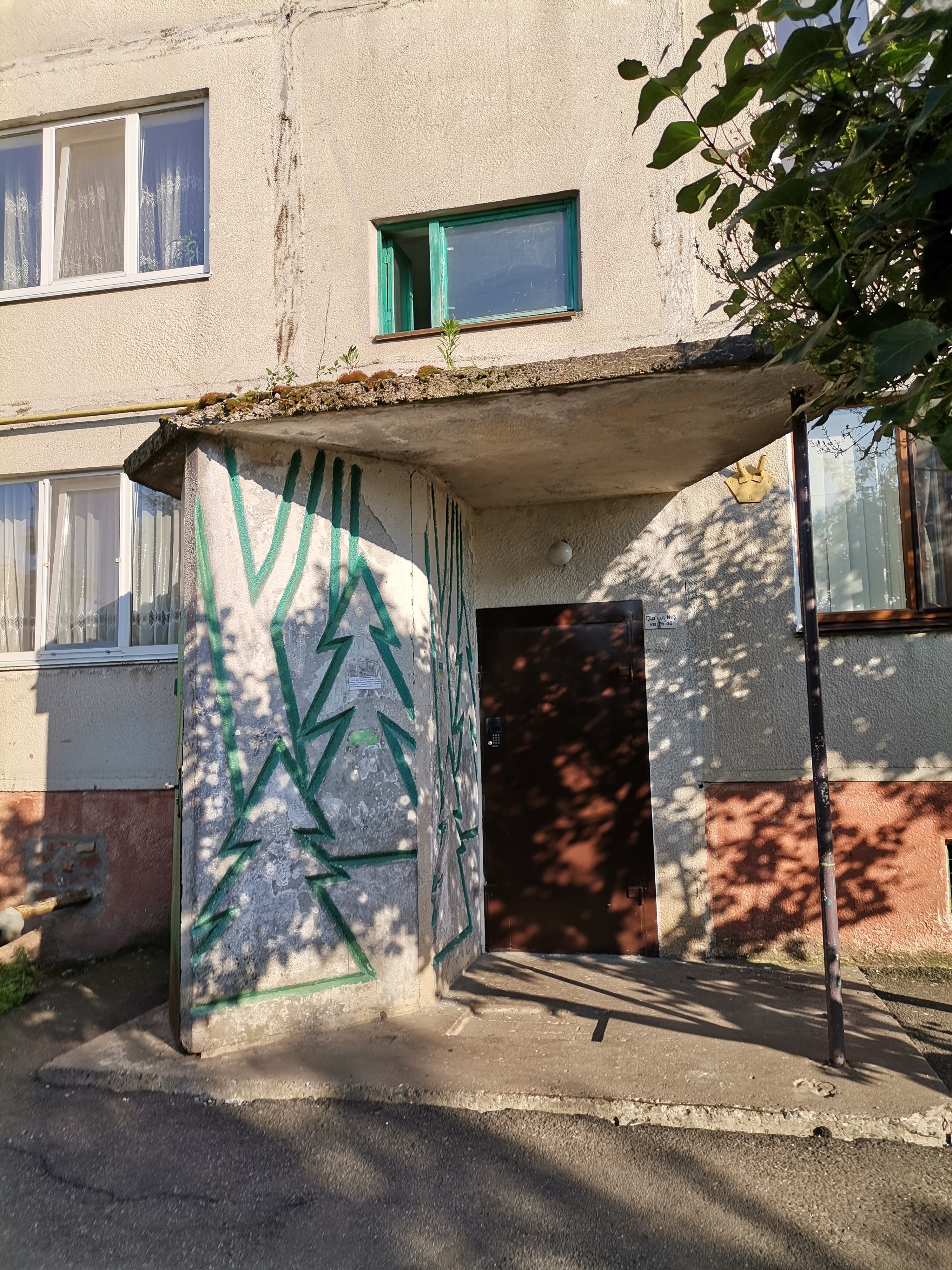
Дослідницьке — пʼятиповерховий будинок, декор під'їзду

### Проєкти для будівництва в Херсоні (згодом у Миколаєві)
94-0115.84 — 9-поверховий 18 квартирний блок-елемент, лівий Б 1л. 2Б-3Б / для будівництва в м. Херсоні
94-0116.84 — 9-поверховий 18 квартирний блок-елемент, правий Б 1п. 2Б-3Б / для будівництва в м. Херсоні
94-0117.84 — 9-поверховий 18 квартирний блок-елемент, лівий Б 2л. 1Б-4Б / для будівництва в м. Херсоні
94-0118.84 — 9-поверховий 18 квартирний блок-елемент, правий Б 2п. 1Б-4Б / для будівництва в м. Херсоні
94-0119.84 — 9-поверховий 27 квартирний блок-елемент, лівий Б 3л. 1Б-1Б-2Б / для будівництва в м. Херсоні
94-0120.84 — 9-поверховий 27 квартирний блок-елемент, правий Б 3п. 1Б-1Б-2Б / для будівництва в м. Херсоні
94-0121.84 — 9-поверховий 35 квартирний блок-елемент, лівий Б 4л. 1Б-2Б-2Б-2Б / для будівництва в м. Херсоні
94-0122.84 — 9-поверховий 35 квартирний блок-елемент, правий Б 4п. 1Б-2Б-2Б-2Б / для будівництва в м. Херсоні

### Проєкти для будівництва в Донецькій області
94-0168в.13.89 — 9-поверхова блок-секція на 54 квартири для малосімейних. для будівництва в Донецькій області
94-0169в.13.89 —  9-поверхова  36-квартирна блок-секція кутова права. для будівництва в Донецькій області
94-0170в.13.89 — 9-поверхова  36-квартирна блок-секція рядова і торцьова права. для будівництва в Донецькій області
94-0171в.13.89 —  9-поверхова  36-квартирна блок-секція торцьова ліва. для будівництва в Донецькій області
94-0172в.13.89 —  9-поверхова  36-квартирна блок-секція торцьова права. для будівництва в Донецькій області
94-0173в.13.89 — 5-поверхова  20-квартирна блок-секція кутова права. для будівництва в Донецькій області
94-0174в.13.89 — 5-поверхова  20-квартирна блок-секція рядова і торцьова права. для будівництва в Донецькій області 
94-0175в.13.89 — 5-поверхова  20-квартирна блок-секція торцьова ліва. для будівництва в Донецькій області
94-0176в.13.89 — 5-поверхова  20-квартирна блок-секція торцьова права. для будівництва в Донецькій області